# Zbrodnia przeciwko pokojowi

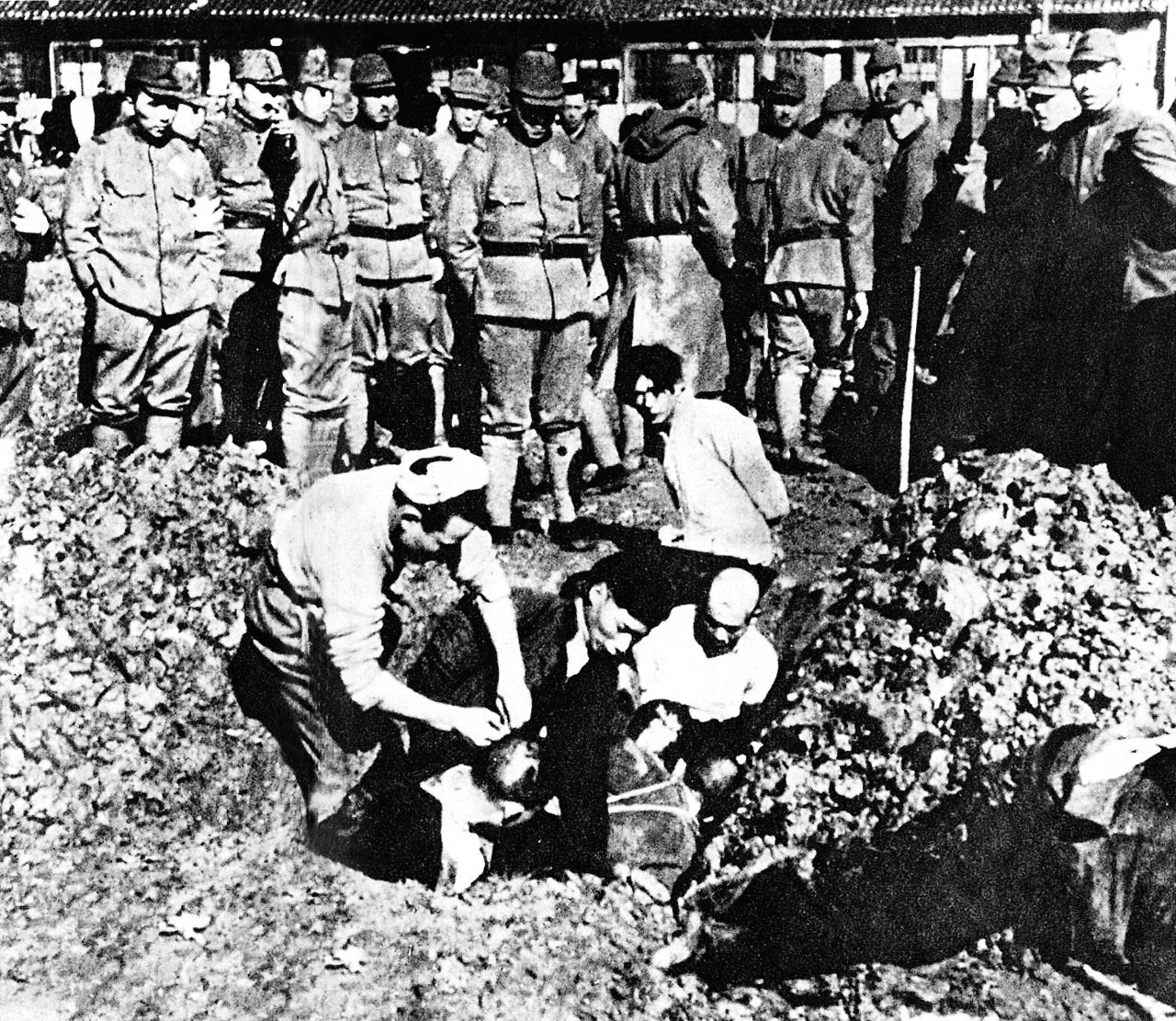
Chińczycy, którzy mają wkrótce zostać pochowani żywcem przez japońskich żołnierzy podczas masakry w Nankinie

Zbrodnia przeciwko pokojowi (szerzej: przestępstwo przeciwko pokojowi) – przestępstwo polegające na planowaniu, przygotowaniu, rozpętaniu bądź prowadzeniu wojny napastniczej.

## Historia
Koncepcja prawnej ochrony pokoju wywodzi się od rzymskiej tradycji wojny sprawiedliwej. Jednak do XX wieku, do okresu po I wojnie światowej, wychodzono z założenia, że wojna jest prawem przysługującym państwom. Dlatego rozwijano prawo wojenne, które miało zapewnić humanitarny przebieg wojny. Mimo że uczestnicy I wojny światowej starali się przestrzegać tych norm, to straty wojenne były na tyle duże, że zaczęto pracować nad ochroną pokoju, prawem przeciwwojennym, zakazem wojen napastniczych. Proponowano wprowadzenie odpowiedzialności karnej państw, ustanowienie międzynarodowych kodeksów karnych i trybunałów.

## Źródła prawa
Pierwszą umową międzynarodową zawierającą zakaz prowadzenia wojny agresywnej był Traktat wersalski z 1919, który regulował tę kwestię w art. 10 i następnych, rozszerzony przez układ Brianda-Kellogga (1928) na wyrzeczenie się wojen. Zakaz ten został potwierdzony i rozszerzony przez Kartę Narodów Zjednoczonych (1945), gdzie zgodnie z ustępem 4 artykułu 2 wszyscy członkowie ONZ zobowiązali się „powstrzymać się w swych stosunkach międzynarodowych od groźby użycia siły lub jej użycia zarówno przeciw całości terytorialnej lub niezawisłości politycznej któregokolwiek państwa, jak i w inny sposób, niezgodny z celami Narodów Zjednoczonych”.
Porozumienie powołujące Międzynarodowy Trybunał Wojskowy w Norymberdze z 1945 zdefiniowało zbrodnię przeciw pokojowi jako „planowanie, przygotowywanie, początkowanie lub prowadzenie wojny napastniczej albo wojny będącej pogwałceniem traktatów, porozumień lub gwarancji międzynarodowych, albo współudział w planie lub zmowie w celu dokonania jednego z wyżej wymienionych czynów”. Oprócz zbrodni przeciwko pokojowi zdefiniowano tam zbrodnie wojenne i zbrodnie przeciwko ludzkości. Ten trójpodział przejęło wielu ustawodawców krajowych.
Statut Międzynarodowego Trybunału Karnego po zmianach z 2010 roku penalizuje działania określone jako agresja w rezolucji Nr 3314 (XXIX) Zgromadzenia Ogólnego ONZ przyjętej 14 grudnia 1974.

## Praktyka
W praktyce agresor usprawiedliwia swoje działania innymi racjami niż ofensywne czy zaborcze (tzw. casus belli). Przykładem są argumenty III Rzeszy, którymi usprawiedliwiano inwazję na Polskę we wrześniu 1939 r. (m.in. dyskryminacja ludności pochodzenia niemieckiego), stanowisko ZSRR, twierdzącego, że nastąpiło „rozpadnięcie się państwa polskiego wskutek czego traktaty zawarte między ZSRR a Polską utraciły swą moc”, czy racje wysuwane przez Stany Zjednoczone usprawiedliwiające inwazję na Irak w 2003 roku. Obie strony konfliktu indyjsko-pakistańskiego twierdzą, że toczą walki obronne.

## Prawo polskie
W polskim kodeksie karnym z 1997 wprowadzono podział na przestępstwa przeciwko pokojowi, ludzkości i przestępstwa wojenne. Zbrodnia agresji, czyli przestępstwo wszczęcia lub prowadzenia wojny napastniczej jest uregulowane w art. 117 tego kodeksu. Grozi za nie kara pozbawienia wolności na czas nie krótszy od lat 12, kara 25 lat pozbawienia wolności albo kara dożywotniego pozbawienia wolności. Zbrodnia ta nie ulega przedawnieniu.